# 拉克罗普特 (马耶讷省)
拉克罗普特（法語：La Cropte）是法国马耶讷省的一个市镇，属于拉瓦区（Laval）梅斯莱迪曼县（Meslay-du-Maine）。该市镇总面积14.15平方公里，2009年时的人口为218人。

## 人口
拉克罗普特人口变化图示